# Beppe Grillo
Beppe Grillo (született Giuseppe Piero Grillo, Genova, 1948. július 21. –) olasz komikus és politikai aktivista. Az 5 Csillag Mozgalom korábbi első számú vezetője.
Blogja a legolvasottabbak közé tartozik Olaszországban. Az olasz politikai életben 2008-ban jelent meg, amikor a szicíliai regionális választáson egyéni független jelöltként indult. 2009. október 4-én ő alapította az 5 Csillag Mozgalmat.

## Humorista karrierje

### Pályája kezdete
1977-ben figyelte fel rá az olasz televíziózás egyik legismertebb alakja, Pippo Baudo, amikor Milánóban a La Bullona kabaréban lépett fel. Baudo behívta a Rai-hoz, így tette őt ismertté az országban. Ekkor változtatta meg Giúse művésznevét Beppe Grillóra. A Secondo voi című kvízműsorban szerepelt 1977–78-ban. 1979-ben a Luna Park és a Fantastico című műsorok vendége volt, ahol Pippo Baudo volt a műsorvezető.
1978-ban a Sanremói Fesztivál műsorvezetője volt Stefania Casinivel, Maria Giovanna Elmivel és Vittorio Salvettivel. Azt ezt követő években rendszeres visszatérő vendége volt humoristaként a fesztiválnak. 1979-ben a Fantasticóban Loretta Goggi énekes-komika és Heather Parisi táncosnő volt a műsorvezetőtársa.

### 1980-as évek
A '80-as évek elején két televíziós műsor főszereplője volt: Te la do io l'America (1981) és Te lo do io il Brasile (1984), mindkét műsor 6 részes volt. Ezekben Grillo amerikai és brazíliai utazásain szerzett tapasztalatit, komikus színezetben és anekdotákban, 1985-ben a Grillometro című műsort vezette, amelyben saját személyes tapasztalatait osztotta meg a közönségével.
Előadásai egyre inkább szatirikussá váltak, amiknek módja nagyon közvetlen és ütős volt. 1986. november 15-én a Fantastico 7 című szombat esti varietéműsorban nyíltan kritizálta az Olasz Szocialista Pártot és annak főtitkárát, Bettino Craxit, az akkori miniszterelnököt, emellett Claudio Martelli szocialista politikust.

„A Kínában megtartott vacsorán...mindenki szocialista volt, a delegációval vacsorázott... Egyszercsak Martelli a legrosszabb alakját hozta... Odahívta magához Craxit, és azt mondta: »Figyelj csak, vannak vagy egymilliárdan és mind szocialisták?« Craxi így felelt: »Igen, és?« »Na de - válaszolta Martelli - ha mindenki szocialista, akkor kik lopnak?« »”

A kritika miatt Grillót rövid időre letiltották a Rai adásaiban való szereplésről. 1988 és 1989-ben a Sanremói Dalfesztiválon meghívott humoristaként szerepelt.

### 1990-es évek
1993. december 2-án szerepelt a Beppe Grillo-show műsorában, amivel 15 millió fős nézettséget ért el, ezt követően hosszú ideig nem lépett föl sem a Rai, sem a Mediaset adásaiban.
1998-ban a francia Canal Plus, az olasz TELE+ kábelcsatorna tulajdonosa műsorra tűzte az előadásait. A szilveszterkor szokásos köztársasági elnöki beszéd után került adásba műsora, amelyben Oscar Luigi Scalfaro elnök beszédét figurázta ki.
A műsor 2002-ben ért véget, miután Rupert Murdochnak adták el a TELE+ csatornát, akivel Grillo nem akart együtt dolgozni.

### 2000-es évek
Létrehozta blogoldalát Gianroberto Casaleggióval.
Blogjában többek közt Massimo D’Alemáról, a digitális televíziózás támogatásáról, a digitális szakadékról és a Telecomról írt.

## Politikai karrierje
2007. szeptember 8-án megtartott Vaffanculo-Day (a. m. Menj a p...ba!-nap) vagy V-Day rendezvény főszereplője volt, ahol a politikai elittel szemben elégedetlenségről beszélt, és arról, hogy szükség lenne egy korrupciótól mentes parlamentre.